# Notoplusia
Notoplusia is een geslacht van vlinders van de familie tandvlinders (Notodontidae).

## Soorten
- N. boliviensis Schaus, 1923
- N. clara Cramer, 1782
- N. eugenia Schaus, 1906
- N. eunoteloides Schaus, 1911
- N. marchiana Schaus, 1928
- N. menica Schaus, 1939
- N. oyapoca Schaus, 1923
- N. sabrena Schaus, 1906
- N. talmecana Schaus, 1928